# Graniczna Placówka Kontrolna Okęcie
Graniczna Placówka Kontrolna Wojsk Ochrony Pogranicza Portu Lotniczego Warszawa-Okęcie – zlikwidowany pododdział Wojsk Ochrony Pogranicza wykonujący kontrolę graniczną osób, towarów i statków powietrznych bezpośrednio w lotniczym przejściu granicznym na terenie Centralnego Portu Lotniczego Warszawa-Okęcie w Warszawie.

Graniczna Placówka Kontrolna Straży Granicznej Portu Lotniczego Warszawa–Okęcie – zlikwidowana graniczna jednostka organizacyjna Straży Granicznej wykonująca kontrolę graniczną osób, towarów i statków powietrznych oraz kontrolę bezpieczeństwa w komunikacji lotniczej na terenie Lotniska Chopina w Warszawie.

## Formowanie i zmiany organizacyjne
Graniczna Placówka Kontrolna Warszawa-Okęcie została sformowana 28 października 1945 jako Przejściowy Punkt Kontrolny Warszawa-Okęcie (PPK lotniczy Warszawa-Okęcie) kategorii II (czasu „P”) przez Wydział WOP przy dowództwie Warszawskiego Okręgu Wojskowego.
Pomieszczeniem, w którym znajdowało się PPK Warszawa-Okęcie był drewniany jednopiętrowy budynek, w którym znajdowała się również wieża obserwacyjna. Budynek ten znajdował się w pobliżu miejsca gdzie obecnie mieści się port krajowy. W dzień pomieszczenie to spełniało rolę przejścia granicznego, a w nocy zamieniało się w koszary, gdyż oficerowie nie mając mieszkań musieli spać na terenie PPK. Sytuacja uległa poprawie, gdy oddano do dyspozycji PPK barak drewniany, w którym wydzielono dwa pomieszczenia. PPK Okęcie był jedynym przejściem granicznym podległym bezpośrednio pod Departament WOP.
3 marca 1947 na podstawie Rozkazu Naczelnego Dowódcy nr 077/ORG PPK przyjęły nazwę granicznych placówek kontrolnych. Wprowadzono typowe godła i urzędowe tablice w kolorze czerwonym o treści: „Rzeczypospolita Polska, Graniczna Placówka Kontrolna Wojsk Ochrony Pogranicza”. Wprowadzono również urzędowe tablice metalowe w kolorze białym o druku wypukłym zielonym w języku polskim i francuskim o treści: „Kontrola Paszportowa” i „Controlle des passports”. Zmieniony został również numer przejścia granicznego na Okęciu z nr 56 na nr 60. Wynikało to z powiększenia się liczby przejść granicznych. Pełna nazwa przejścia granicznego na Okęciu brzmiała: Graniczna Placówka Kontrolna nr 60 – Warszawa Okęcie.
W roku 1961 wprowadzono etaty kierowników zmian. Kadra kontrolerska pracowała od godziny 6.00 do godziny 14.00, lub od godziny 14.00 do ostatniego odlotu samolotu. Kontrolerzy pracowali tydzień rano i tydzień po południu.
W roku 1963 podwyższono liczbę etatów w GPK,służbę pełniono co drugi dzień, a za pracę w niedzielę doliczano rekompensaty. Stan osobowy GPK wynosił 82 żołnierzy zawodowych.
W roku 1965 wprowadzono wydawanie wiz przez GPK i w tym samym roku GPK przeszły pod bezpośredni nadzór Ministerstwa Spraw Wewnętrznych. Przy MSW powstał zarząd Kontroli Ruchu Granicznego.

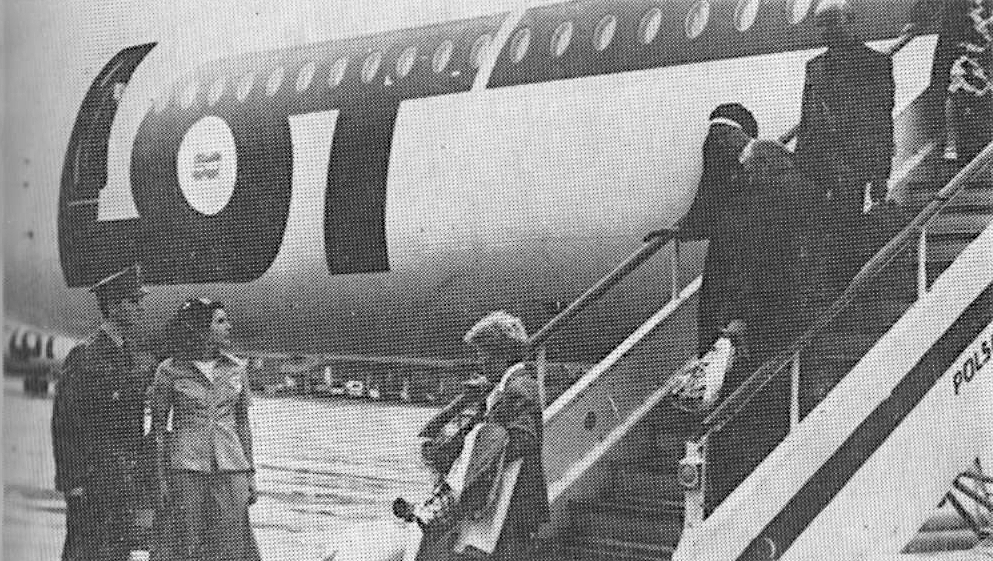
Posterunek blokujący WOP przy rejsowym samolocie na przejściu granicznym Warszawa-Okęcie (1970–1979)

Od początku 1972 pion KRG przeszedł pod bezpośredni nadzór WOP.
Od stycznia 1973 stworzono zmiany o stałych składach. Wprowadzono etaty kierowników zmian.
W roku 1975, wprowadzono do kabin kontrolerskich telewizję przemysłową likwidując jednocześnie skorowidze.
W roku 1979, po raz pierwszy w historii GPK WOP, został utworzony w GPK Okęcie etat Zastępcy Dowódcy ds. Politycznych.

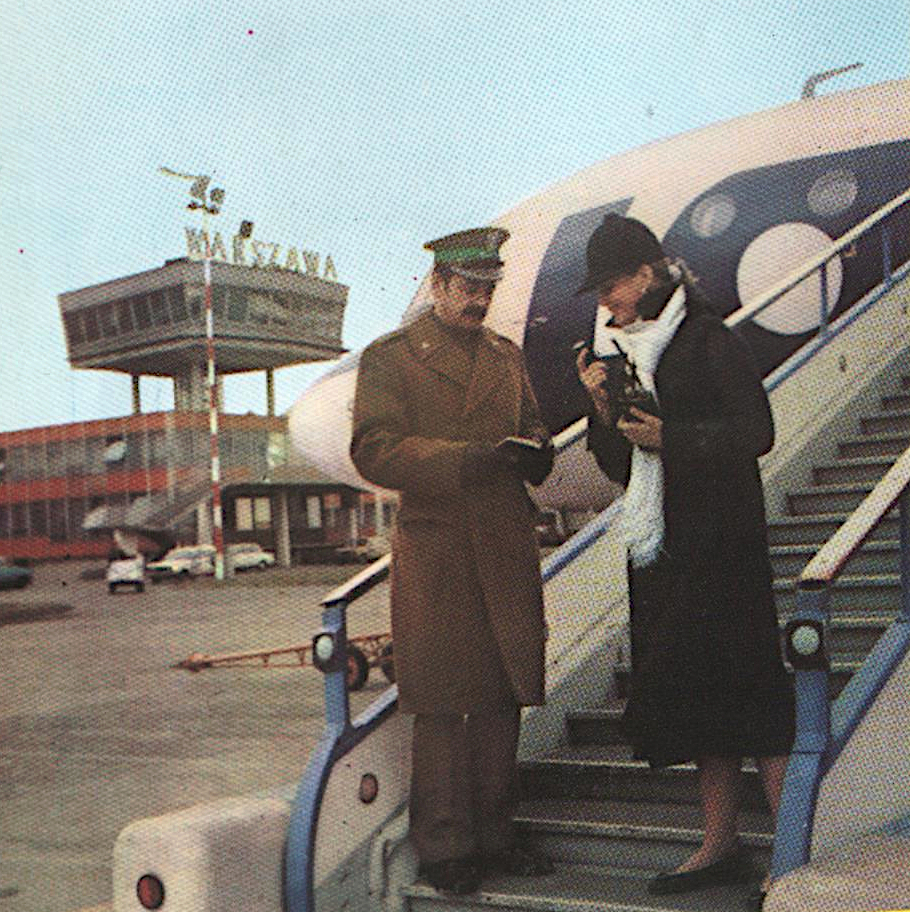
Odprawa graniczna personelu latającego na przejściu granicznym Warszawa-Okęcie (1986)

Dotychczasowa organizacja służby w GPK oparta była na systemie 3-zmianowym. W wyniku wzmożonego ruchu granicznego zaistniała pilna konieczność modyfikacji systemu pełnienia służby. W wyniku przeprowadzonych analiz Dowódca GPK płk Edward Solicki wystąpił do Dowódcy WOP o zgodę na utworzenie czwartej zmiany, a tym samym pracy w systemie służby 4–zmianowej.
7 maja 1991 Komendant Główny Straży Granicznej płk prof. dr hab. Marek Lisiecki wydał Zarządzenie nr 012 Komendanta Głównego Straży Granicznej z 7 maja 1991 w sprawie rozwiązania jednostek WOP oraz utworzenia jednostek organizacyjnych Straży Granicznej Minister Spraw Wewnętrznych polecił z dniem 16 maja 1991 rozwiązać Graniczną Placówkę Kontrolną WOP Portu Lotniczego Warszawa-Okęcie istniejącą według etatu nr 44/0144 o stanie osobowym na okres „W” 105 żołnierzy i 1 pracownik cywilny oraz na okres „P” 300 żołnierzy i 11 pracowników cywilnych.
Straż Graniczna:
7 maja 1991 Komendant Główny Straży Granicznej płk prof. dr hab. Marek Lisiecki wydał zarządzenie nr 012 na mocy którego 16 maja 1991 została utworzona Graniczna Placówka Kontrolna Straży Granicznej Portu Lotniczego Warszawa–Okęcie według etatu nr 44/03 o stanie osobowym 262 funkcjonariuszy i 4 pracowników urzędów państwowych.
Jako Graniczna Placówka Kontrolna Straży Granicznej Portu Lotniczego Warszawa–Okęcie funkcjonowała do 23 sierpnia 2005 i 24 sierpnia 2005, Ustawą z 22 kwietnia 2005 roku O zmianie ustawy o Straży Granicznej..., została przekształcona na Placówkę Straży Granicznej Warszawa-Okęcie (PSG Warszawa-Okęcie) w strukturach Nadwiślańskiego Oddziału Straży Granicznej.

## Podległe przejście graniczne
- Warszawa-Okęcie (lotnicze).

## Kierownicy/komendanci/dowódcy gpk
- por. Zaremba[7]
- ppor. Kazimierz Maśluk[7] (od 03.1946)[2]
- ppor./por. Stanisław Sikora[7] (14.05.1947–1948)[2]
- kpt. Tadeusz Jarmoliński[7] (1.01.1949[8]–6.01.1950)[e][2]
- por./kpt. Tadeusz Wypiorczyk[7] (7.01.1950–20.06.1954)[2]
- por./kpt. Wacław Kamiński[7]  (20.06.1954–06.1956)[2]
- mjr Wacław Karbowski[7] (06.1956–06.1957)[2]
- mjr/płk Lucjan Poziemski[7] (01.06.1957–22.10.1971[10])
- ppłk Ryszard Dobrowolski[7] (od 1972)[2]
- ppłk/płk Edward Solicki[7] (od 1.04.1977)[f][2].